# Nimaj (Jodhpur)
Nimaj o Neemaj fou un estat tributari protegit, una thikana feudataria de Jodhpur amb 10 pobles i una població de 15.735 habitants. Els seus ingressos s'estimaven en 40.000 rúpies. La família té origen en Rao Uda, net de Rao Jodha de Marwar.
El feu (jagir) es va establir el 1708 per Jagram Singh (1708-1733) que va tenir tres successors. Surtan Singh, germà de Sur Singh, va morir el 26 de juny de 1820. Després d'un altre regnat va pujar al poder Sanwant Singh al que va succeir el seu fill Sawai Singh que va tenir dos successors el segon dels quals fou succeït per adopció per Chatar Singh (de la familia de Ramgarh) el 1870. El va succeir el seu fill Prithwi Sing, que va morir amb menys de 25 anys el 1913 pujant al tron el seu fill de 4 anys Ummed Singh, major d'edat el 1930 que fou el darrer thakur amb poder. El títol va passar al seu fill Udai Singhji.